# Anders Dreyer
Anders Laustrup Dreyer (ur. 2 maja 1998 w Bramming) – duński piłkarz występujący na pozycji prawoskrzydłowego w belgijskim klubie Anderlecht.

## Kariera klubowa
Swoją karierę piłkarską Dreyer rozpoczynał w juniorach takich klubów jak: Ribe BK i Bramming BK. Następnie został zawodnikiem Esbjergu fB. W 2016 roku awansował do kadry pierwszego zespołu. 2 kwietnia 2017 zadebiutował w jego barwach w Superligaen w zremisowanym 0:0 domowym meczu z Randers FC. W debiutanckim sezonie spadł z Esbjergiem do 1. division, a w sezonie 2017/2018 wrócił z nim do Superligaen.
7 sierpnia 2018 Dreyer został zawodnikiem angielskiego klubu Brighton & Hove Albion, do którego przeszedł za kwotę 2,2 miliona euro. Nie zaliczył jednak debiutu w pierwszym zespole, a w styczniu 2019 odszedł z niego na wypożyczenie do szkockiego St. Mirren. Swój debiut w St. Mirren zanotował 27 stycznia 2019 w przegranym 1:3 domowym meczu z Hibernianem. W St. Mirren spędził pół roku.
W sierpniu 2019 Dreyer trafił na wypożyczenie do holenderskiego sc Heerenveen. Swój debiut w Heerenveen zaliczył 31 sierpnia 2019 w zremisowanym 1:1 domowym meczu z Fortuną Sittard. Zawodnikiem Heerenveen był przez pół sezonu.
6 stycznia 2020 Dreyer wrócił do Danii i podpisał kontrakt z klubem FC Midtjylland, który zapłacił za niego sumę miliona euro. W Midtjylland zadebiutował 17 lutego 2020 w zwycięskim 2:0 domowym meczu z Lyngby BK i w debiucie strzelił gola. W sezonie 2019/2020 wywalczył z Midtjylland mistrzostwo Danii, a w sezonie 2020/2021 został z nim wicemistrzem tego kraju.
28 sierpnia 2021 Dreyer został piłkarzem Rubinu Kazań, a suma transferu wyniosła 7 milionów euro. Swój debiut w Rubinie zaliczył 13 września 2021 w wygranym 4:0 domowym spotkaniu z Urałem Jekaterynburg. W debiucie strzelił 3 gole.
| Sezon   | Klub                   | Kraj     | Rozgrywki      | Mecze | Gole |
| ------- | ---------------------- | -------- | -------------- | ----- | ---- |
| 2016/17 | Esbjerg fB             | Dania    | Superligaen    | 6     | 1    |
| 2017/18 | Esbjerg fB             | Dania    | 1. division    | 31    | 18   |
| 2018/19 | Esbjerg fB             | Dania    | Superligaen    | 4     | 1    |
| 2018/19 | Brighton & Hove Albion | Anglia   | Premier League | 0     | 0    |
| 2018/19 | St. Mirren             | Szkocja  | Premier League | 10    | 1    |
| 2019/20 | sc Heerenveen          | Holandia | Eredivisie     | 11    | 1    |
| 2019/20 | FC Midtjylland         | Dania    | Superligaen    | 16    | 4    |
| 2020/21 | FC Midtjylland         | Dania    | Superligaen    | 31    | 8    |
| 2021/22 | FC Midtjylland         | Dania    | Superligaen    | 6     | 3    |

## Kariera reprezentacyjna
Dreyer w swojej karierze grał w młodzieżowych reprezentacjach Danii na szczeblach U-17, U-18, U-19, U-20 i U-21. Wraz z kadrą U-21 wystąpił w 2019 roku na Mistrzostwach Europy U-21. W reprezentacji Danii zadebiutował 12 listopada 2021 w wygranym 3:1 meczu eliminacji do MŚ 2022 z Wyspami Owczymi, rozegranym w Kopenhadze, gdy w 68. minucie zmienił Yussufa Poulsena.